# リカルド・オルタ
リカルド・ジョルジェ・ダ・ルス・オルタ（Ricardo Jorge da Luz Horta、1994年9月15日 - ）は、ポルトガル・セトゥーバル県アルマダ出身のプロサッカー選手。プリメイラ・リーガ・ブラガ所属。ポルトガル代表。ポジションはMF。
サッカー選手のアンドレ・オルタは実弟。

## 経歴

### クラブ
SLベンフィカのアカデミーを経て、ヴィトーリア・セトゥーバルのアカデミーに移籍。2013年4月7日のプリメイラリーガ・リオ・アヴェFC戦で途中出場しトップチームデビュー。2013年12月9日のアカデミカ・コインブラ戦でプロ初ゴールをマーク。
2014年7月12日、リーガ・エスパニョーラのマラガCFと5年契約を結んだ。8月23日のアスレティック・ビルバオ戦で移籍後初出場。2015年1月6日のコパ・デル・レイ・レバンテUD戦で移籍後初ゴール。2016年7月5日、SCブラガにレンタル移籍。
2017年7月10日、フアン・カルロスとのトレードの形でブラガに完全移籍。

### 代表
20歳の誕生日を一週間後に控えた2014年9月7日、UEFA EURO 2016予選・アルバニア戦でウィリアム・カルヴァーリョとの交代で試合後半から途中出場しA代表初キャップ。

## 代表歴

### 出場大会
- ポルトガル代表
  - 2022 FIFAワールドカップ

### 試合数
- 国際Aマッチ 12試合 4得点（2014年-）[11]

| ポルトガル代表 | 国際Aマッチ | 国際Aマッチ |
| 年             | 出場        | 得点        |
| -------------- | ----------- | ----------- |
| 2014           | 1           | 0           |
| 2015           | 0           | 0           |
| 2016           | 0           | 0           |
| 2017           | 0           | 0           |
| 2018           | 0           | 0           |
| 2019           | 0           | 0           |
| 2020           | 0           | 0           |
| 2021           | 0           | 0           |
| 2022           | 8           | 2           |
| 2023           | 3           | 2           |
| 通算           | 12          | 4           |

## タイトル
ブラガ
- タッサ・デ・ポルトガル: 2020-21
- タッサ・ダ・リーガ: 2019-20